# Jules Henriet
Jules Henriet (Gosselies, 13 februari 1918 - Montigny-le-Tilleul, 27 november 1997) was een Belgisch voetballer die eerst speelde als middenvelder en nadien als verdediger. Hij voetbalde in Eerste klasse bij Sporting Charleroi en speelde 15 interlands met het Belgisch voetbalelftal.

## Loopbaan
Henriet transfereerde in 1936 als middenvelder naar CS Schaerbeek. Hij kwam over van Gosselies Sports, op dat moment actief in de provinciale afdelingen. In 1938 trok Henriet na 49 wedstrijden en 14 doelpunten naar de toenmalige reeksgenoot van RCS de Schaerbeek, Charleroi SC. In 1940 brak de Tweede Wereldoorlog uit en de competitie lag enkele jaren stil. Henriet, die intussen aanvoerder van de ploeg geworden was, promoveerde met de ploeg naar Eerste klasse in 1947.
Tussen 1940 en 1949 werd Henriet 17 maal geselecteerd voor het Belgisch voetbalelftal en was hij de eerste speler van Sporting Charleroi die voor het nationale elftal mocht spelen. Hij voetbalde in totaal 15 wedstrijden (twee in 1940 en de andere 13 tussen 1946 en 1949) bij de Rode Duivels.
Henriet bleef tot in 1956 bij Charleroi. In totaal speelde hij 233 wedstrijden in de hoogste afdeling en scoorde hierbij vier doelpunten.
Daarna trok Henriet naar RAEC Mons dat in Derde klasse speelde. Tot in 1958 was hij er speler in de verdediging en vanaf 1957 tot 1959 was hij er eveneens als trainer actief.Hij speelde in Derde Klassenog 47 wedstrijden en scoorde 2 doelpunten.